# Miami Marlins

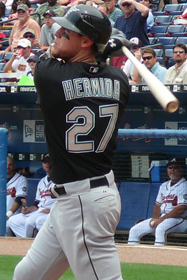
Hráč Florida Marlins Jeremy Hermida v roce 2007

Miami Marlins je profesionální baseballový klub z Major League Baseball, patřící do východní divize National League. Založen byl v roce 1993. Do roku 2011 působil pod názvem Florida Marlins.
Ačkoliv se jedná o relativně mladý klub (založený v roce 1993), dokázal již dvakrát zvítězit v National League (v letech 1997 a 2003). Obě tato vítězství pak dokázali Marlins proměnit i ve vítězství ve Světové sérii.